# Rusimbuko (vattendrag)
Rusimbuko är ett vattendrag i Burundi.   Det ligger i provinsen Karuzi, i den centrala delen av landet, 80 kilometer öster om huvudstaden Bujumbura.
Omgivningarna runt Rusimbuko är en mosaik av jordbruksmark och naturlig växtlighet. Runt Rusimbuko är det tätbefolkat, med 331 invånare per kvadratkilometer.